# 埃爾巴里托
埃爾巴里托（西班牙語：El Barrito），是巴拿馬的城鎮，位於該國中西部，由貝拉瓜斯省的阿塔拉亞區負責管轄，面積23.9平方公里，海拔高度252米，2010年人口899，人口密度每平方公里37.6人。